# 2014 FE72
2014 FE72 là một thiên thể ngoài Hải Vương tinh. Nó là một ứng cử viên hành tinh lùn, và là một thành viên của đĩa phân tán. Thiên thể này được khám phá vào năm 2014 bởi Scott Sheppard và Chad Trujillo.

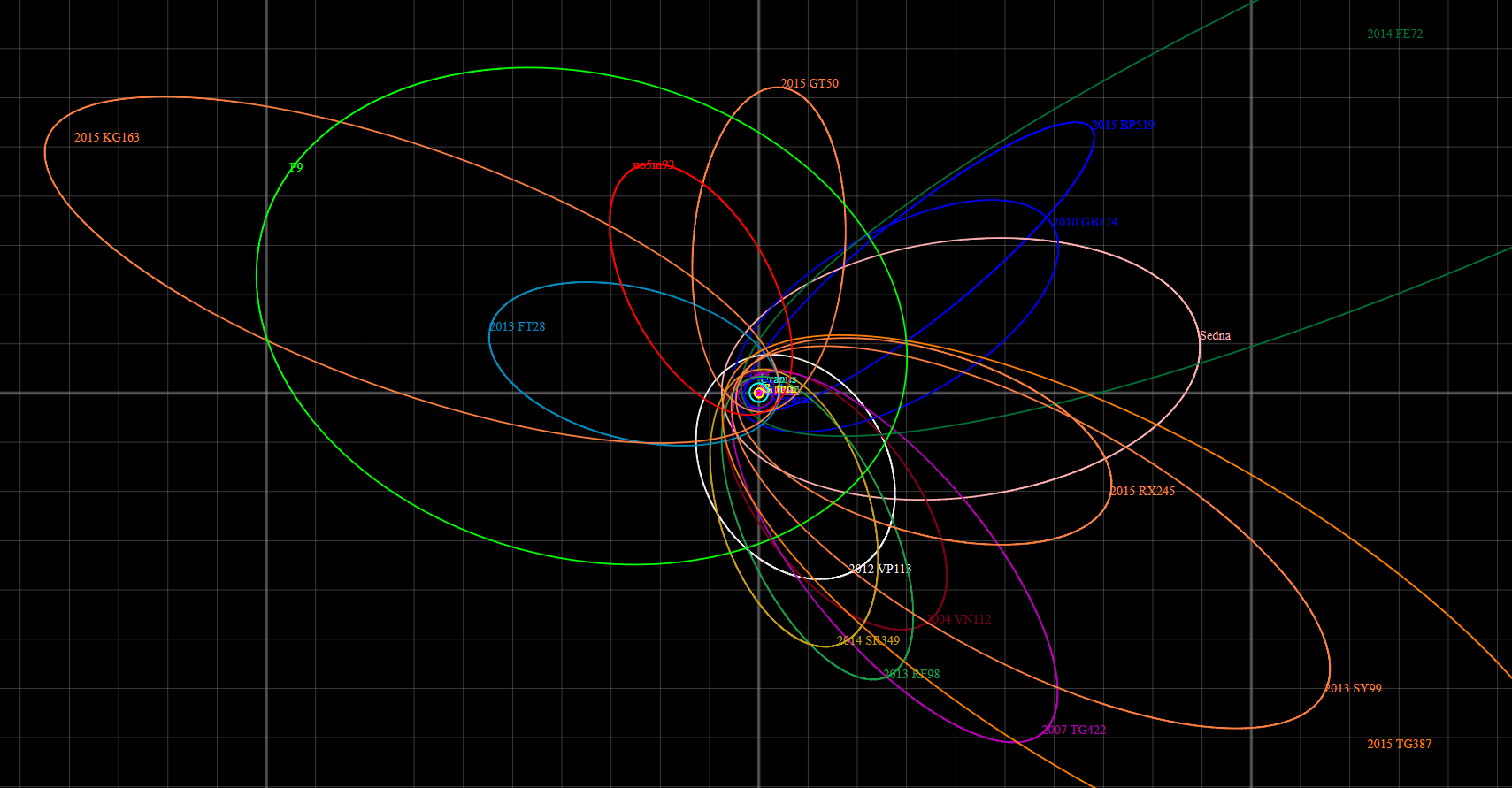
Quỹ đạo của.

Nó có độ lệch tâm quỹ đạo là 0.977. Củng điểm là 36.19 AU, viễn điểm là khoảng 3,060 AU. Dựa vào thời kỳ quỹ đạo nhị phân, 2014 FE72 quay quanh Mặt Trời lâu gấp khoảng 5 lần so với 90377 Sedna.